# Cystangium
Cystangium es un género de hongos, perteneciente a la familia Russulaceae. El género contiene 31 especies que se distribuyen por Australia y América del Sur. El género Cystangium fue descrito por los micólogos norteamericanos Rolf Singer y Alexander H. Smith en 1960.

## Especies
- Cystangium balpineum
- Cystangium bisporum
- Cystangium capitis-orae
- Cystangium clavatum
- Cystangium depauperatum
- Cystangium echinosporum
- Cystangium flavovirens
- Cystangium idahoensis
- Cystangium luteobrunneum
- Cystangium lymanensis
- Cystangium macrocystidium
- Cystangium maculatum
- Cystangium medlockii
- Cystangium megasporum
- Cystangium nothofagi
- Cystangium oregonense
- Cystangium phymatodisporum
- Cystangium pineti
- Cystangium pisiglarea
- Cystangium polychromum
- Cystangium rodwayi
- Cystangium seminudum
- Cystangium sessile
- Cystangium shultziae
- Cystangium sparsum
- Cystangium thaxteri
- Cystangium theodoroui
- Cystangium trappei
- Cystangium variabilisporum
- Cystangium vesiculosum
- Cystangium xanthocarpum